# Rekurzív adattípus
A programozási nyelvekben a rekurzív adattípus (angolul: recursive data type vagy inductive data type) olyan értékek adattípusa, amelyek tartalmazhatnak más, azonos típusú értékeket. A rekurzív típusokkal rendelkező adatok általában irányított gráfként vannak szemléltetve.
A számítástechnikában a rekurzió fontos alkalmazása a dinamikus adatszerkezetek, például a listák és a fák meghatározása. A rekurzív adatszerkezetek dinamikusan tetszőlegesen nagyra nőhetnek a futásidejű követelmények függvényében; ezzel szemben egy statikus tömb méretkövetelményeit a fordítási időben kell meghatározni.
Néha az „induktív adattípus” (inductive data type) kifejezést használják olyan algebrai adattípusokra (ADT), amelyek nem feltétlenül rekurzívak.

## Példa
Egy példa a Haskell listatípusa:
```
data
 
List
 
a
 
=
 
Nil
 
|
 
Cons
 
a
 
(
List
 
a
)

```

Ez azt jelzi, hogy az a-k listája vagy üres lista, vagy egy cons cella amely egy a-t (a lista „feje”) és egy másik listát (a „farok”) tartalmaz.
Egy másik példa egy hasonló, egyszeresen összekapcsolt típus a Java-ban:
```
class
 
List
<
E
>

{

    
E
 
value
;

    
List
<
E
>
 
next
;

}

```

Ez azt jelenti, hogy az E típusú nem üres lista tartalmaz egy E típusú adattagot, valamint egy hivatkozást egy másik listaobjektumra a lista többi részéhez (vagy null pointert, amely jelzi, hogy ez a lista vége).

### Kölcsönösen rekurzív adattípusok
Az adattípusok kölcsönös rekurzióval is meghatározhatók. Ennek legfontosabb alappéldája a fa, amely kölcsönösen rekurzív módon definiálható „erdőként” (fák listája). Szimbolikusan:
```
f: 
[t[1], ..., t[k]]

t: v f
```

Az f erdő a fák listájából áll, míg a t fa egy v érték és egy f erdő (ennek gyermekei) párból áll. Ez a definíció elegáns és könnyen használható elvont módon (például a fák tulajdonságaira vonatkozó tételek bizonyításakor), mivel egy fát egyszerű kifejezésekkel fejez ki: egy adott típus listája, és két típus párja.
Ez a kölcsönösen rekurzív definíció átalakítható egyszeri rekurzív definícióvá az erdő definíciójának beillesztésével:
```
t: v 
[t[1], ..., t[k]]
```

A t fa egy v érték párból és egy fák listájából (gyermekeiből) áll. Ez a definíció tömörebb, de némileg zavarosabb: egy fa egy adott típus, és egy másik típus listájából álló pár, amelyek szétválasztása szükséges az eredmények bizonyításához.
SML-ben a fa és erdő adattípusok kölcsönösen rekurzív módon definiálhatók az alábbiak szerint, lehetővé téve az üres fákat:
```
datatype
 
'a
 
tree
 
=
 
Empty
 
|
 
Node
 
of
 
'a
 
*
 
'a
 
forest

and
      
'a
 
forest
 
=
 
Nil
 
|
 
Cons
 
of
 
'a
 
tree
 
*
 
'a
 
forest

```

Haskellben a fa és az erdő adattípusai hasonlóan definiálhatók:
```
data
 
Tree
 
a
 
=
 
Empty

            
|
 
Node
 
(
a
,
 
Forest
 
a
)

data
 
Forest
 
a
 
=
 
Nil

              
|
 
Cons
 
(
Tree
 
a
)
 
(
Forest
 
a
)

```

## Elmélet
A típuselméletben a rekurzív adattípus általános alakja μα.T ahol az α típusváltozó megjelenhet a T típusban, és magát a teljes típust jelöli.
Például a természetes számokat (lásd Peano-aritmetika) a Haskell adattípus így határozhatja meg:
```
data
 
Nat
 
=
 
Zero
 
|
 
Succ
 
Nat

```

A típuselméletben ezt mondanánk: {\displaystyle nat=\mu \alpha .1+\alpha } ahol az összegtípus két ága a Zero és a Succ adatkonstruktort jelöli. A Zero nem fogad el argumentumokat (tehát az egységtípust képviseli), a Succ pedig egy másik Nat-ot fogad (tehát a {\displaystyle \mu \alpha .1+\alpha } egy másik elemét).
A rekurzív típusoknak két formája van: az úgynevezett izorekurzív típusok és ekvirekurzív típusok. A két forma abban különbözik, hogy a rekurzív típusok kifejezései hogyan kerülnek bevezetésre és felszámolásra.

### Izorekurzív típusok
Izorekurzív típusoknál a {\displaystyle \mu \alpha .T} rekurzív típus és annak kiterjesztése (vagy kibontása ) {\displaystyle T[\mu \alpha .T/\alpha ]} (ahol {\displaystyle X[Y/Z]} azt jelzi, hogy a Z minden előfordulása Y-ra van cserélve X-ben) különálló (és diszjunkt) típusok speciális kifejezésekkel, amelyeket általában roll és unroll nevekkel illetnek, és amelyek izomorfizmust alkotnak közöttük. Pontosabban: {\displaystyle roll:T[\mu \alpha .T/\alpha ]\to \mu \alpha .T} és {\displaystyle unroll:\mu \alpha .T\to T[\mu \alpha .T/\alpha ]}, és ezek inverz függvények.
Az izorekurzív típusok a névleges Objektumorientált programozási nyelvekben megfigyelhető önhivatkozó (vagy kölcsönösen hivatkozó) típusdefiníciók formáját ragadják meg, és az objektumok és osztályok típuselméleti szemantikájában is előfordulnak. A funkcionális programozási nyelvekben is gyakoriak az izorekurzív típusok (adattípusok formájában).

### Ekvirekurzív típusok
Az ekvirekurzív szabályok szerint a {\displaystyle \mu \alpha .T} rekurzív típus egyenlő a {\displaystyle T[\mu \alpha .T/\alpha ]} kibontással – vagyis ez a két kifejezés ugyanazt a típust jelenti. Valójában a legtöbb ekvirekurzív típuselmélet ennél tovább megy, és lényegében meghatározza, hogy bármely két azonos "végtelen kiterjesztésű" típuskifejezés egyenértékű. E szabályok eredményeként az ekvirekurzív típusok lényegesen nagyobb komplexitással járulnak hozzá egy típusrendszerhez, mint az izorekurzív típusok. Az algoritmikus problémák, mint például a típusellenőrzés és a típuskövetkeztetés, szintén nehezebbek az egyenes-kurzív típusok esetében. Mivel a közvetlen összehasonlításnak nincs értelme egy ekvirekurzív típuson, ezért O(n log n) idő alatt átalakíthatók egy kanonikus formába, amely könnyen összehasonlítható.

## Rekurzív adattípusok szinonimái
A TypeScript típus-aliasában megengedett a rekurzió, például így:
```
type
 
Tree
 
=
 
number
 
|
 
Tree
[];

let
 
tree
:
 
Tree
 
=
 
[
1
,
 
[
2
,
 
3
]];

```

A rekurzió azonban nem megengedett Mirandában, OCamlben (kivéve -rectypes jelzővel, vagy rekord vagy változat esetén) és Haskell típusszinonimákban; így például a következő Haskell típusok illegálisak:
```
type
 
Bad
 
=
 
(
Int
,
 
Bad
)

type
 
Evil
 
=
 
Bool
 
->
 
Evil

```

Ehelyett ezt egy algebrai adattípusba kell csomagolni (még akkor is, ha csak egyetlen konstruktora van):
```
data
 
Good
 
=
 
Pair
 
Int
 
Good

data
 
Fine
 
=
 
Fun
 
(
Bool
 
->
 
Fine
)

```

Ennek oka, hogy a típusszinonimák, például a C-ben használt typedef-ek, fordítási időben helyettesítődnek a definíciójukkal (a típusszinonimák nem „valódi” típusok, csak „aliasok” a programozó kényelme érdekében). Ha ezt egy rekurzív típussal próbáljuk meg, akkor végtelen ciklusba fog kerülni, mert függetlenül attól, hogy hányszor helyettesítjük az aliast, az továbbra is önmagára hivatkozik, például a „Bad” a végtelenségig növekedni fog: Bad → (Int, Bad) → (Int, (Int, Bad)) → ...
Másképp úgy is tekinthetjük ezt, hogy egy indirekciós szint (az algebrai adattípus) szükséges ahhoz, hogy az izorekurzív típusrendszer eldöntse, mikor kell becsomagolni (roll) és mikor kell kiterjeszteni (unroll) azt.

## Fordítás
Ez a szócikk részben vagy egészben  a   Recursive data type című angol Wikipédia-szócikk ezen változatának fordításán alapul.  Az eredeti cikk szerkesztőit annak laptörténete sorolja fel. Ez a jelzés csupán a megfogalmazás eredetét és a szerzői jogokat jelzi, nem szolgál a cikkben szereplő információk forrásmegjelöléseként.